# Larcophora sophronistis
Larcophora sophronistis är en fjärilsart som beskrevs av Edward Meyrick 1918. Larcophora sophronistis ingår i släktet Larcophora och familjen stävmalar. Inga underarter finns listade i Catalogue of Life.